# Bindoy

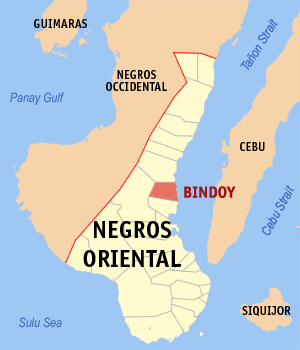
Bản đồ Negros Oriental với vị trí của Bindoy

Bindoy là một đô thị hạng 4 ở tỉnh Negros Oriental, Philippines. Theo điều tra dân số năm 2000, đô thị này có dân số 34.773 người trong 6.682 hộ.

## Barangay
Bindoy được chia thành 24 barangay.
| - Atotes - Batangan - Bulod - Cabcaban - Cabugan - Camudlas - Canluto - Pinagkasingan - Danao - Danawan - Domolog - Malaga | - Manseje - Matobato - Nagcasunog - Nalundan - Pancil - Pangalaycayan - Peñahan - Poblacion (Payabon) - Salong - Tagaytay - Tinaogan - Tubod |